# Remedius Prutký
Remedius Prutký (asi 1713 Kopidlo – 8./9. února 1770 Florencie), zapisováno také Prudký, včetně křestního jména Václav Remedius Prutký, byl český františkánský misionář a autor cestopisu.

## Původ a mládí
Narodil se pravděpodobně 2. ledna 1713 v obci Kopidlo severně od Plzně, případně v Kopidlnu na Jičínsku, jako méně pravděpodobnější se zdají dříve uváděná dřívější data narození, případně místo narození Praha. Podle starší literatury, avšak nepodloženě, byl pokřtěn jako Václav. Bližší údaje o jeho vzdělání (gymnázium, františkánská nebo jezuitská škola) před vstupem do řádu chybí, jakožto klerik vstupující k františkánům však musel mít znalosti gramatiky (latiny). Zřejmě během studijní přípravy na misie v Římě si rovněž osvojil základy medicíny, jež následně při misiích využíval. Do noviciátu vstoupil patrně v Plzni, přijal řeholní jméno Remedius a slavné řádové sliby složil 8. února 1735 rovněž v Plzni, anebo v klášteře u P. Marie Sněžné v Praze.[zdroj?] 21. září 1737 byl ve Vratislavi vysvěcen na podjáhna. Klášterní studia teologie absolvoval bratr Remedius v kroměřížském konventu v roce 1741, již někdy před ukončením studií byl vysvěcen na kněze a po nich přijal službu zpovědníka a kazatele. Někdy v průběhu roku 1749 absolvoval se svolením českého provinciála Wolfganga Benische desítiměsíční přípravu na misie v Římě, kde se zájemci zdokonalovali v polemické (kontroverzistické) teologii a jazycích.

## Misionář, vojenský kaplan
Svou misijní orientaci směřoval Prutký do oblasti Egypta a Etiopie, což byly tradiční místa orientace františkánské misijní činnosti. V květnu 1750 odcestoval bratr Remedius z Říma do Egypta, kde již v té době jako prefekt františkánských misií působil Jakub Římař. V září se pak přesunul do hornoegyptského města Džirdžá (Girga), kde se setkal s dalšími františkánskými misionáři Martinem Langem a Italem Pavlem z Agnony (Paolo d’Agnona). Společně si v tamějším františkánském hospici rozšiřovali své znalosti arabštiny. Remedius Prutký si zde sepsal víc než dvousetstránkový slovník arabských slov Catalogus verborum Arabicorum compendiosus. Dalšími rukopisnými pomůckami, jimiž se bratr Remedius během svého života a snad již v rámci příprav na misie vybavil, byl jistý slovník (Vocabularium), lékařské pomůcky jako Varia medicinalia a latinsko-arabský katechismus ve formě otázek a odpovědí Doctrina Christiana. Během pobytu v Džirdže byli jednou všichni tři misionáři (Prutký, Lang i Paolo) zatčeni a následujícího dne odsouzeni k smrti nabodnutím na kůl nebo, podle jiných zpráv, rozsekáním na kousky. O den později však byli opět osvobozeni. Po získání pozvání habešského císaře Yasu II. Adiama Sagada se Lang, Prutký a nově syrský, do české františkánské provincie inkorporovaný, bratr Antonius ab Aleppo vydali skrze Káhiru a Suez a zamířili do Habeše (Etiopie). V březnu 1752 dorazili tři misionáři do města Gondar a následně strávili necelý rok v Habeši. Na sklonku roku 1752 byli totiž misionáři týmž císařem ze země z politicko-náboženských důvodů vyhoštěni. Začátkem roku 1753 zemi skutečně opustili a cestou přes Indii, Mauricius a mys Dobré naděje připluli do Evropy.
Po pobytu v Římě a po audienci u císařského páru ve Vídni se v říjnu 1754 dostal bratr Remedius do Egypta podruhé, rovněž s úmyslem misie v Habeši. Jeho touhy po další cestě do Afriky již nevyšly. Osobní znalost a schopnosti Prutkého využil císař František I. Štěpán Lotrinský a povolal jej jako vojenského kaplana do svého toskánského pluku, s nímž Remedius prošel krvavá bojiště Sedmileté války. Po smrti císaře (1765) byl z vojenských služeb propuštěn a římskou Kongregací pro šíření víry (Propaganda) vyslán opět na misie do Ruska, jako prefekt misií v Petrohradu, jímž byl na 4 roky jmenován v prosinci 1765. Do Petrohradu dorazil v následujícím roce. Oblast to byla sice křesťanská, ale vnitřními i mezicírkevními spory zmítaná a v katolickém prostředí považovaná za misijní. Zdejší úřad prefekta opustil na příkaz carevny v dubnu 1769. Vrátil se tedy do Říma, odkud byl církevní Kongregací vyslán. S již podlomenými silami se toužil ještě dostat do rodných Čech a české františkánské provincie. To však již nezvládl a nemocen, během pobytu v mu již známém klášteře ve Florencii, 9. února 1770 zemřel.

## Dílo
Remedius Prutký je autorem několika více či méně původních spisů, z nichž je většina uložena v rukopisech v knihovně františkánského konventu P. Marie Sněžné v Praze. Jeho nejznámějším a přinejmenším zčásti původním dílem je ze dvou částí se skládající:
- Itinerarium[18] – zachycuje Prutkého africký pobyt v Egyptě a Habeši, ale navzdory titulu má jen z menší části charakter deníku nebo cestopisu. Na základě poznámek a vzpomínek jej bratr Remedius psal v letech 1764–1765 po svém působení v Sedmileté válce.[19] V prvním díle Itineraria popisuje autor cestu po Nilu, přidal pásmo kapitol představující soudobý Egypt, politické zřízení Osmanské říše, africkou flóru a faunu a samozřejmě také egyptské památky, jako pyramidy, mumie či město Káhira. Podrobně představuje koptské náboženství, judaismus a v poslední kapitole popisuje své pronásledování a odsouzení k trestu smrti. Prutký byl jistě dobře seznámen s odbornou misionářskou literaturou, jiná díla však ve svém Itinerariu překvapivě cituje jen zřídka. Druhý díl Itineraria je zaměřen na cestu do Habeše. Kniha je významným a často analyzovaným pramenem pro studium severovýchodní Afriky přímo i v kontextu soudobé evropské kultury. Z úpravy nebo několikerých oslovení čtenáře je zřejmé, že Prutký plánoval dílo vydat tiskem, což se nicméně nezdařilo, snad kvůli smrti možného sponzora císaře Františka Lotrinského. Ani další pokus vydat knihu na vlastní náklady, když cestou do Ruska ponechal rukopis se 100 zlatými svým spolubratřím františkánům na Moravě, nevyšel a po roce si nechal Remedius poslat rukopis i peníze do Ruska, kde jako misionář toho času pobýval. Rukopis cestoval se svým autorem až na konec jeho pozemského putování – do Florencie, odkud byl spolu s další misionářovou pozůstalostí poslán do Prahy, doplněn o titulní listy a svázán. Remedius dílo sice dopsal, ale v dvoudílném rukopise se nedochovala úvodní část popisující snad řeholníkovu motivaci k misijní činnosti.[20] Pro neochotu řádových cenzorů, obtížnou stylistiku díla i gramatické chyby nedošlo k vydání ani po smrti Prutkého, byť jisté snahy františkáni měli. Knihovník pražského františkánského kláštera Pavel Wolf († 1817), například dílo přepsal pro Remediova synovce, premonstráta Josefa Otaviana Prutkého (1747–1814). Z jeho úpravy je nicméně pravděpodobné, že část textu neprošla řádovou cenzurou, když k původnímu textu doplnil doporučení, aby jej nečetl nikdo zvenčí řádu, leda by byla některá místa vypuštěna.[21] Itinerarium je psáno latinsky s velkým vlivem italštiny a nepřehledně.

Další Prutkého rukopisy jsou pravděpodobně rovněž jeho autografy a napsal si je jako pomůcku pro svou africkou misijní činnost. Spíše než o původní díla jde zřejmě o výpisy a přepisy textů, s nimiž se mohl seznámit v Římě, Káhiře i jinde, což však dosud nebylo analyzováno. Jejich tématem jsou orientální jazyky, polemická teologie a lékařství:
- Catalogus verborum Arabicorum compediosus juxta alphabetum Italianum[22], jenž si vytvořil během intenzivního zdokonalování se v arabštině na počátku pobytu v  Džirdže v roce 1750. Na více než 200 stranách si Prutký zaznamenal italsko-arabské seznamy sloves a podstatných jmen, texty základních modliteb v arabštině i další praktickou slovní zásobu, jako názvy měsíců.[23]
- Brevis extractus regni Ethyopiae – rukopisné dílo o 28 stranách z roku 1753 se sice dochovalo v svazku s deníkem – Diurnale misionáře Jakuba Římaře,[24] Marek Dospěl však dle obsahové shody i podle písařské ruky text připsal Prutkému.[25]
- Doctrina Christiana[26] představuje vlastnoručně autorem sestavený i napsaný zrcadlový latinsko-arabský katechismus ve formě otázek a odpovědí, na něž navazuje oboujazyčný výbor z evangelií a další katechismus v amharštině. Částečným pramenem pro zpracování rukopisu mohla být Prutkému stejnojmenná příručka jezuity Roberta Bellarminiho.[27]
- Notata medica diversa[28] Lékařské schopnosti a jejich vykonávání bylo často hlavním či jediným důvodem, proč byli katoličtí misionáři tolerováni a ponecháni v dominantně arabském prostředí. Prutký si toho byl vědom a lékařské praktiky v Egyptě vykonával. Sbírka lékařských předpisů a postupů, které si otec Prutký shromáždil, sestavil a sám zapsal z různých zdrojů pro svou potřebu.[29]
- Tractatus de chymia et alchymia[30]
- Tractatus chymicus de lapide philosophorum cum aliis secretis medicis[31]
- Varia medicinalia, chymica[32] – soubor několika teprve později svázáných rukopisných i tištěných složek obsahující lékařské a alchymistické recepty, z nichž tři jsou psány Remediovou rukou.[33]
- Vocabularium linguae Gallicae, Arababicae et Abyssiniacae[34] Přesnější okolnosti týkající se vzniku tohoto Prutkého autografu zůstávají neznámy. Staroamharské lexikum z vybraných částí rukopisu podrobil kvalitativní diachronní analýze Zdeněk Poláček.[35] Další části rukopisu zahrnující slova v arabštině a etiopštině zůstávají badatelsky nezpracovány.[36] K samotnému slovníku – lingvistické části si misionář doplnil titul Doctrina Christiana v souběžném italsko-amharském znění. Může jít o shodný text se stejnojmenným, v samostatném svazku dochovaným Remediovým rukopisem (viz výše). Dogmatická část rukopisu pak pokračuje výtahem z učení Chalkedonského koncilu a dalšími stručnými texty z dějin věrouky.[36]
- O svých misijních cestách v Egyptě a Habeši, jako i v Rusku informoval Prutký několika dopisy a zprávami (relacemi) římskou Kongregaci pro šíření víry.[37] Největší pozornost z nich upoutala Breve relazione del viaggio fatto in Etiopia...  psaná Remediem ve františkánské koleji S. Pietro in Montorio v Římě v červenci 1754 a vydaná v překladech tiskem.[38]

Prutkého korespondence a zprávy z misií se dochovaly v římském archivu Kongregace pro šíření víry (De propaganda Fide) a v archivu pražských františkánů.